# Venezuela i olympiska sommarspelen 1972
Venezuela deltog med 23 deltagare vid de olympiska sommarspelen 1972 i München. Ingen av landets deltagare erövrade någon medalj.